# 祝紫嫣
祝紫嫣（英語：Sasha Chuk；1991年8月27日—），香港電影導演、編劇、演員。

## 背景
祝紫嫣生於1991年的湖南衡陽，1997年隨父母移居香港，早年就讀聖公會基榮小學（2003年小六），入讀中華基督教會銘基書院（2010年中七），大學畢業於香港大學文學院，主修中國文學及社會學。2017年，自資出版短篇小說集《夏日的告別》，其後參與影片創作，短片作品《凪》入選高雄拍、大阪亞洲電影節，並取得第27屆IFVA獨立短片及影像媒體節公開組金獎。其根據自身經歷、自編自導自演的首部劇情長片《但願人長久》，為第六屆「首部劇情電影計劃」大專組得獎作品，憑該片獲第60屆金馬獎最佳改編劇本、第42屆香港電影金像獎新晉導演提名，以及獲得第30屆香港電影評論學會大獎最佳編劇獎項。

## 作品

### 劇情長片
- 《但願人長久》（導演、編劇、演員）
- 《日光之下風平浪靜》，待上映（導演、編劇）

### 短片／微電影
| 年份 | 片名                   | 職銜             |
| 2014 | 親愛的瑪姬             | 導演、編劇       |
| 2016 | 最普通的時光           | 導演、編劇、演員 |
| 2017 | 狐狸小姐               | 導演、編劇       |
| 2017 | 瀏陽河                 | 編劇             |
| 2018 | 那夜夢裡，我們一起吃麵 | 導演、編劇、演員 |
| 2019 | 林同學退學了           | 導演、編劇       |
| 2022 | 凪                     | 導演、編劇、演員 |

## 獎項紀錄
| 年份   | 頒獎典禮                   | 獎項         | 作品       | 結果 |
| ------ | -------------------------- | ------------ | ---------- | ---- |
| 2023年 | 第60屆金馬獎               | 最佳改編劇本 | 但願人長久 | 提名 |
| 2024年 | 第30屆香港電影評論學會大獎 | 最佳導演     | 但願人長久 | 提名 |
| 2024年 | 第30屆香港電影評論學會大獎 | 最佳編劇     | 但願人長久 | 獲獎 |
| 2024年 | 第42屆香港電影金像獎       | 新晉導演     | 但願人長久 | 提名 |

## 外部連結
- 祝紫嫣的Instagram帳戶